# افتتاح تونل کیل
 افتتاح تونل کیل  عنوان فیلمی است بریتانیایی با ژانر مستند (خبری)، صامت، سیاه و سفید و کوتاه به کارگردانی بیرت ایکر. این فیلم محصول سال ۱۸۹۵ میلادی است.